# Лесное (Майский район)
Лесно́е (кабард.-черк. Лесное) — село в Майском районе республики Кабардино-Балкария. Входит в состав муниципального образования «Городское поселение Майский».

## География
Селение расположено в восточной части Майского района, к западу от левобережья реки Терек. Находится в 4 км к северу от районного центра — Майский и в 50 км к северо-востоку от города Нальчик.
Граничит с территориями города Майский на юго-западе и с селением Пришибо-Малкинское на северо-востоке.
Населённый пункт расположен на наклонной Кабардинской равнине, в равнинной зоне республики. Средние высоты на территории села составляют 214 метров над уровнем моря. Рельеф местности представляют собой в основном волнистую предгорную равнину. Селение стоит перед входом в густой смешанный лес, тянущийся вдоль левого берега реки Терек.
Гидрографическая сеть представлена бассейном реки Терек. К юго-востоку от села протекает река Деменюк, которая чуть ниже впадает в Терек. Также к северо-востоку и к юго-востоку от села расположена большая сеть искусственных водоёмов, часть которой ныне запущена.
Климат на территории села умеренный. Лето жаркое и полузасушливое. Средняя температура воздуха в июле достигает +23°С. Абсолютные показатели изредка превышают +35°С. Зима мягкая и длится около трех месяцев. Морозы непродолжительные, минимальные температуры редко снижаются ниже −15°С. Средняя температура января составляет -2,5°С. Среднегодовое количество осадков составляет около 600 мм. Наибольшее количество осадков выпадает в период с мая по июль.

## Население
| 2002 | 2010 | 2021 |
| ---- | ---- | ---- |
| 116  | ↘65  | ↘59  |

Национальный состав
По данным Всероссийской переписи населения 2010 года:
| Народ      | Численность, чел. | Доля от всего населения, % |
| ---------- | ----------------- | -------------------------- |
| русские    | 53                | 81,6 %                     |
| кабардинцы | 6                 | 9,2 %                      |
| осетины    | 5                 | 7,7 %                      |
| другие     | 1                 | 1,5 %                      |
| всего      | 65                | 100 %                      |

По данным Всероссийской переписи населения 2021 года:
| Народ      | Численность, чел. | Доля от всего населения, % |
| ---------- | ----------------- | -------------------------- |
| русские    | 39                | 66,10 %                    |
| цыгане     | 12                | 20,34 %                    |
| кабардинцы | 7                 | 11,86 %                    |
| балкарцы   | 1                 | 1,69 %                     |
| всего      | 59                | 100,0 %                    |

Поло-возрастной состав
По данным Всероссийской переписи населения 2010 года:
| Возраст     | Мужчины, чел. | Женщины, чел. | Общая численность, чел. | Доля от всего населения, % |
| ----------- | ------------- | ------------- | ----------------------- | -------------------------- |
| 0 — 14 лет  | 3             | 7             | 10                      | 15,4 %                     |
| 15 — 59 лет | 22            | 23            | 45                      | 69,2 %                     |
| от 60 лет   | 3             | 7             | 10                      | 15,4 %                     |
| Всего       | 28            | 37            | 65                      | 100,0 %                    |

Мужчины — 28 чел. (43,1 %). Женщины — 37 чел. (56,9 %).
Средний возраст населения — 35,3 лет. Медианный возраст населения — 32,5 лет.
Средний возраст мужчин — 33,1 лет. Медианный возраст мужчин — 32,5 лет.
Средний возраст женщин — 37,0 лет. Медианный возраст женщин — 32,5 лет.

## Улицы
В селе всего одна улица — Лесная.

## Примечание
1. 1 2  Итоги Всероссийской переписи населения 2020 года (по состоянию на 1 октября 2021 года)
2. ↑  Численность населения Кабардино-Балкарской Республики по сельским населённым пунктам по итогам ВПН-2002
3. ↑  Численность населения КБР в разрезе населённых пунктов по итогам Всероссийской переписи населения 2010 года
4. ↑  База микроданных Всероссийских переписей населения 2010 года. Дата обращения: 15 ноября 2015. Архивировано из оригинала 9 июня 2014 года.
5. ↑  Итоги Всероссийской переписи населения 2020 года. Том 5. Национальный состав и владение языками. Таблица 1. Национальный состав населения Кабардино-Балкарской Республики, городских округов и муниципальных районов. Дата обращения: 9 октября 2023. Архивировано 16 октября 2023 года.
6. ↑  База микроданных Всероссийской переписи населения 2010 года. Дата обращения: 15 ноября 2015. Архивировано из оригинала 9 июня 2014 года.
7. ↑  Численность населения КБР по итогам Всероссийской переписи населения 2010 года. Дата обращения: 22 августа 2016. Архивировано из оригинала 24 июня 2016 года.